# Škrlatica
Škrlatica – szczyt w Alpach Julijskich o wysokości 2740 m n.p.m. i wybitności 977 m. Drugi co do wysokości szczyt Słowenii. Pierwszego odnotowanego wejścia, 24 sierpnia 1880 r., dokonali dr Julius Kugy, Andrej Komac oraz Matija Kravanja.

## Geografia

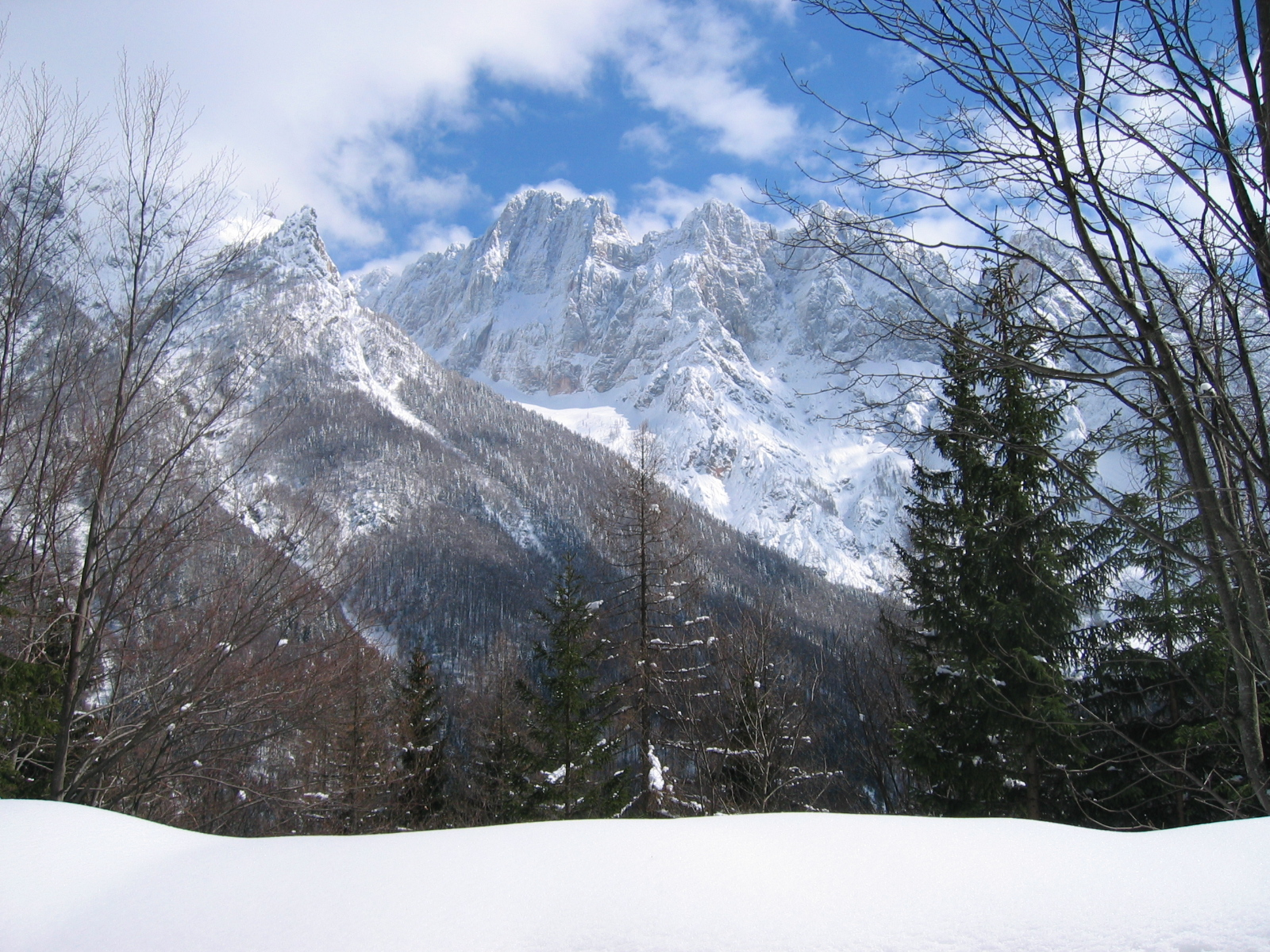
Škrlatica

Škrlatica jest drugim najwyższym szczytem Słowenii i trzecim najwyższym w Alpach Julijskich, zaraz po szczycie Triglav (2864 m n.p.m.) i Jôf di Montasio (2754 m n.p.m.). Jest najwyższym szczytem Martuljek – grupy szkarłatnej, która zawiera większość największych szczytów w Alpach Julijskich. Škrlatica, podobnie jak cała grupa i Alpy Julijskie, jest bardzo stroma. Jej boki opadają głęboko w poniższe doliny z wysokimi klifami.
Na północnym zachodzie znajduje się, niższa o ponad 1600 m, dolina Krnicy. Wraz z grzbietami południowo-zachodnich sąsiadów – pobliską Rakovą Spicą (2545 m n.p.m.) i Rogljicą (2547 m n.p.m.) – tworzy jedną z najpiękniejszych ścian w słoweńskich górach. Obok tych dwóch szczytów pierwszym prawdziwym sąsiadem Škrlaticy w tym kierunku jest monumentalna Dolkova Spica (2591 m n.p.m.). Pomiędzy Kraba Spicą, Rogljicą i Škrlaticą znajduje się duży Last Basin, którego boki znajdują się poniżej klifów otaczających szczytów, a dno jest usiane piaskami i dużymi głazami. Najbliższym sąsiadem na północnym wschodzie jest Visoki Rokav (2646 m n.p.m.). Na wschodzie znajduje się Spodnji Rokav (2502 m n.p.m.). Na szczycie góry stoi krzyż, dzięki któremu można szybko rozpoznać ten szczyt z sąsiednich gór. Inne pobliskie szczyty grupy Martuljek to Visoki Oltar (2621 m n.p.m.), Visoka Ponca (2602 m n.p.m.), Dolkova Spica (2591 m n.p.m.), Dovski Kriz (2542 m n.p.m.), czy Siroka Pec (2497 m n.p.m.).

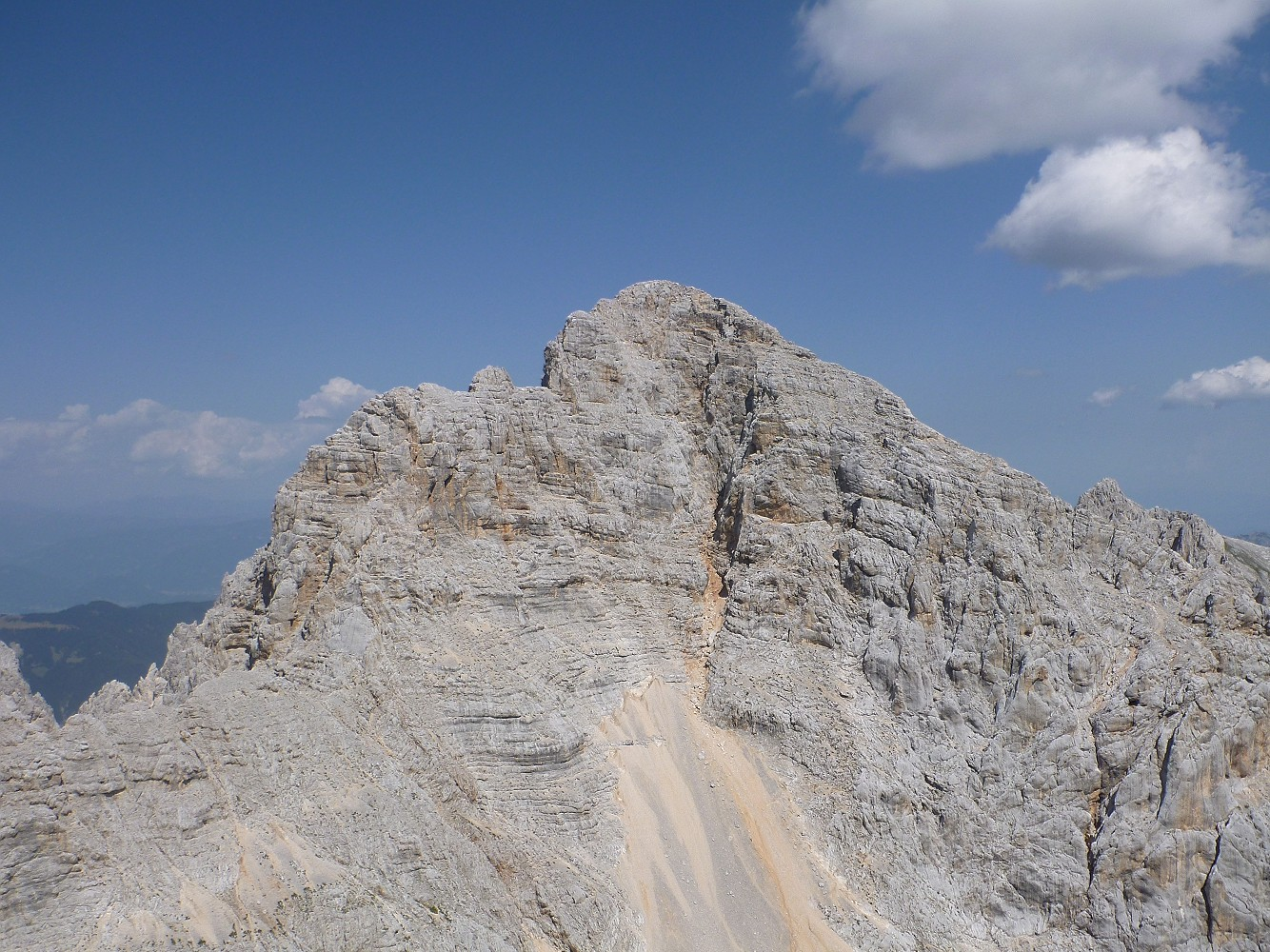

## Dostęp
Wymieniona jest większość znakowanych szlaków turystycznych:
- Aljažev dom v Vratih–Škrlatica – 6 godz.
- Ruski križ–Škrlatica (przez Kriško steno) – 7 godz. 30 min
- Zadnjica–Škrlatica – 8 godz. 45 min
- Gozd Martuljek–Škrlatica – 14 godz. 30 min
- Pišnica–Škrlatica (przez Kriško steno)

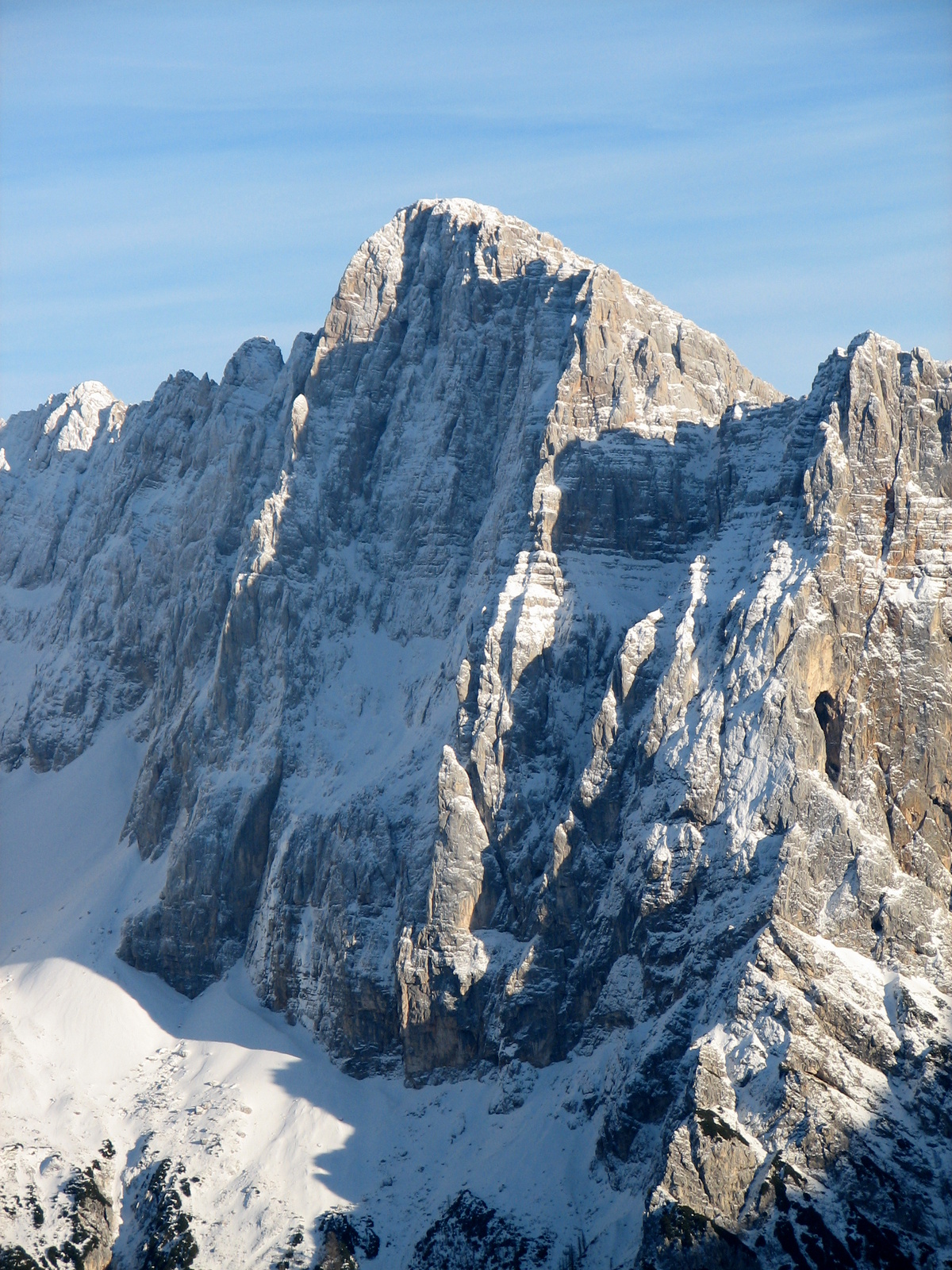
Škrlatica